# Auvergne-i vizsla

## Eredete
Feltehetően a saint-germaini vizsla fekete-fehér változata.

## Külső megjelenés
Meglehetősen nagy, elegáns küllemű kutya. Feje közepesen hosszú. Szeme sötétbarna. Füle lelóg. Háta rövid, egyenes, fara kissé lejtős. Végtagjai izmosak, párhuzamos állásúak. Farkát kétharmadára csonkolják. Szőrzete rövid, sűrű, testhez simuló. Színe fehér alapon fekete foltos, apró fekete pettyekkel, vagy a fekete és fehér keveréke.

## Jellemzői
Megbízható, barátságos, munkakedve lenyűgöző. Kitűnően állja a vadat, biztosan apportíroz. Intelligens és kitűnő szaglású.
Alkalmazása: Elsősorban szárnyasvad felkutatására használják, de kedvtelésből is tartják.
Táplálékigény: 1500 g/nap
Várható élettartam: 12-14 év

## Méretei
Marmagasság: kan 57–63 cm, szuka 55–60 cm
Testtömeg: 22–28 kg